# Anartomima secedens
Anartomima secedens là một loài bướm đêm trong họ Noctuidae.